# Ledermanniella ntemensis
Espèce
Ledermanniella ntemensis Y.Kita, Koi, Rutish. & M.Kato est une espèce de plantes à fleurs du genre Ledermanniella et de la famille des Podostemaceae selon la classification phylogénétique.
Son épithète spécifique fait référence aux rives du fleuve Ntem où elle est localisée.

## Description
Ledermanniella ntemensis se caractérise par des écailles clairsemées sur la branche et les trois stigmates.

## Répartition
C'est une plante endémique du Cameroun. La plante est décrite dans le sud-ouest du Cameroun.